# إيان ماكلهيني
إيان ماكلهيني (بالإنجليزية: Ian McElhinney)‏ هو ممثل بريطاني، ولد في 19 أغسطس 1948 ببلفاست في المملكة المتحدة.

## أعمال

### أفلام
- (1996) مايكل كولنز[3]
- (1997) الملاكم[4]
- (2008) مدينة إيمبر
- (2009) الفرز
- (2010) سنة كبيسة[5][6]
- (2016)  قصة من حرب النجوم[7]

### مسلسلات
- السقوط
- صراع العروش

## ترشيحات
- جائزة توني لأفضل إخراج مسرحي [الإنجليزية]‏ (2001)

## وصلات خارجية
- إيان ماكلهيني على موقع IMDb (الإنجليزية)
- إيان ماكلهيني على موقع قاعدة بيانات الأفلام العربية
- إيان ماكلهيني على موقع ألو سيني (الفرنسية)
- إيان ماكلهيني على موقع ميوزك برينز (الإنجليزية)
- إيان ماكلهيني على موقع أول موفي (الإنجليزية)
- إيان ماكلهيني على موقع قاعدة بيانات برودواي على الإنترنت (الإنجليزية)
- إيان ماكلهيني على موقع قاعدة بيانات الأفلام السويدية (السويدية)
- إيان ماكلهيني على موقع قاعدة بيانات الفيلم (الإنجليزية)
- إيان ماكلهيني على موقع كينوبويسك (الروسية)